# Rudolf Schleicher
Rudolf Schleicher (* 2. August 1897 in Basel; † 24. Oktober 1989 in München) war ein deutscher Ingenieur und Motorradrennfahrer.

## Leben
Rudolf Schleicher wurde in Basel als Sohn deutscher Eltern geboren. Er diente im Ersten Weltkrieg in der Bayerischen Kraftfahrkompanie an der Westfront.
Nach Kriegsende studierte er an der Technischen Hochschule München und schloss als Diplomingenieur ab. Vom 1. September 1922 an arbeitete Schleicher für die Süddeutsche Bremsen-AG in München; im Zuge der Transaktionen zwischen der BMW AG, der BFW AG und der Süddeutsche Bremsen AG wurde er von BMW im November 1922 übernommen.
Ab dem Jahr 1927 bis zum Jahr 1931 war Schleicher bei Horch in Zwickau, als Leiter des Motorenversuchs angestellt. In dieser Zeit war er an der Entwicklung der Horch-Achtzylindermotoren zusammen mit Fritz Fiedler beteiligt. Anschließend arbeitete er bis 1945 wieder für BMW.
Nach 1945 gründete er das Unternehmen Schleicher Fahrzeugteile KG in München, dessen Führung später seine beiden Söhne Rudolf (Rolf) und Hans Schleicher übernahmen. Das Unternehmen bot Autoreparaturen und Ersatzteilherstellung (u. a. Nockenwellen) an.
Ab dem 24. Oktober 1956 war Rudolf Schleicher wieder bei BMW als Berater für die Entwicklungs- und Versuchsabteilung tätig. Zusammen mit Ludwig Apfelbeck wirkte er am erfolgreichen Kleinwagen-Programm von BMW mit.

## Werke
Rudolf Schleicher war 1924 federführend an der Entwicklung des Motors der BMW R 37 beteiligt, dem ersten Sportmodell des jungen Motorradherstellers BMW. Zu seinem 90. Geburtstag ließ er sich beim Fahren auf einer R 37 an der Mittenwalder Steige fotografieren.
Im Jahr 1933 kam der BMW 303 mit dem ersten Sechszylindermotor von BMW auf den Markt. Rudolf Schleicher hatte den richtungsweisenden Motor konstruiert.

## Sportliche Erfolge
Rudolf Schleicher erzielte 1924 bei der ADAC-Winterfahrt vom 1. bis 3. Februar in Garmisch-Partenkirchen den ersten Motorsporterfolg für BMW auf einer BMW R 32.
Als Privatfahrer gewann er mit der von ihm entwickelten BMW R 37 eine Goldmedaille bei der Internationalen Sechstagefahrt 1926 in Großbritannien; gleichzeitig war es der erste internationale Motorsporterfolg für BMW.

## Auszeichnungen
1984 wurde er mit dem Bundesverdienstkreuz am Bande ausgezeichnet.

## Verweise